# Alexandre Louria
Alexandre Romanovitch Louria ou Luria (en russe : Александр Романович Лурия) est un neurologue et psychologue russe puis soviétique, né le 16 juillet 1902 à Kazan et mort le 14 août 1977 à Moscou.

## Parcours
En 1921, il termine ses études à la faculté des sciences sociales de l'université de Kazan. Il commence ses premières recherches en psychologie expérimentale.
En 1937, il est diplômé de l'Institut médical no 1 de Moscou, docteur des sciences pédagogiques en psychologie, et commence des recherches sur les lésions cérébrales à l'Institut neurochirurgical de Moscou.
Pendant la Seconde Guerre mondiale, il est chef d'un hôpital neurochirurgical de réadaptation et obtient le diplôme de docteur en médecine en 1943.
Il exerce en tant que professeur de psychologie à l'université de Moscou à partir de 1945. Il devient membre de l'Académie des sciences de l'éducation en 1947.

## Travaux
A Moscou, dès 1923, il travaille sur les problèmes généraux de la psychologie expérimentale de l'enfant et de la psychopathologie. Il s'intéresse aux problèmes de localisation des fonctions dans le cortex cérébral et à la récupération des fonctions après lésions cérébrales.
Il porte un grand intérêt à l’analyse expérimentale des associations verbales et à l'analyse objective des processus émotionnels.
Il est connu pour avoir étudié les mécanismes de la mémoire en lien avec le langage, selon l'approche dite de la psychologie culturelle influencée par Vygotski. Il abordera ces phénomènes au travers d'études de cas restés célèbres, comme le cas Solomon Shereshevsky, homme doté d'une mémoire exceptionnelle.
En association avec Vygotski, ils s'intéresseront à l'analyse psychologique du développement de l'enfant. À la suite d'une longue série d'expérimentations en commun, un livre marquera leur collaboration : Essais sur l'histoire du comportement, publié en 1930 en Russie.